# Sambre
Sambre je rijeka koja izvire u Francuskoj, teče kroz Belgiju gdje se u gradu Namuru ulijeva u rijeku Meuse/Maas. Rijeka je duga 190 km.

## Tok
Rijeka izvire u blizini mjesta Le Nouvion-en-Thiérache, u departmanu Aisne. Prolazi kroz u prošlosti važnu industrijsku i rudarsku dolinu Francuske i Belgije. Rijeka je kanalizirana većim dijelom svog toka. Kod valonskog glavnog grada Namura Sambre se s lijeve strane ulijeva u rijeku Meuse. Sambre je kanalom spojena s rijekom Oise.
Sambre teče kroz sljedeće departmane, pokrajine i gradove:
- Aisne (F): Barzy-en-Thiérache
- Nord (F): Landrecies, Aulnoye-Aymeries, Hautmont, Maubeuge
- Hainaut (B): Thuin, Montigny-le-Tilleul, Charleroi
- Namur: Floreffe, Namur

## Galerija
- Sambre i Aulne
- Sambre kod mjesta Flawinnea (Namur)
- Sambre kod Ham-sur-Sambrea
- Sambre kod Moustier-sur-Sambrea